# Бажин, Николай Федотович
Никола́й Федо́тович Ба́жин (1843—1908) — русский писатель

 1860-х годов, принадлежавший к реалистической школе Писарева и Чернышевского.

## Биография
Сын офицера, учился в Воронежском кадетском корпусе, откуда вышел в 1862 году. Во время Крымской войны, будучи в младшем классе кадетской школы, писатель, по собственному признанию, «…уже пописывал патриотические стишки».
Спустя два года он уже был деятельным сотрудником в журнале «Русское слово», где помещена его первая повесть: «Степан Рулёв» (под псевдонимом Холодов). Напечатав в течение двух лет пять повестей, он с закрытием журнала перешёл в «Дело», где с 1867 по 1882 годы поместил ещё 11 романов и повестей, из которых иные очень обширные. Так, «История одного товарищества» занимает семь книг журнала (1869 г.), «Зовёт» — шесть (1872 г.). Сверх того в 1879 году он писал в «Деле» рецензии большей части новых книг и обзор современной журналистики и до редакторства И. С. Дурново заведовал беллетристическим отделом журнала. В то же время он напечатал ещё восемь повестей в «Женском вестнике», «Русском богатстве», «Наблюдателе», «Северном вестнике». Кроме того, сотрудничал в «Искре» и «Маляре» А. М. Волкова 1870-х годов, в «Живописном обозрении» и «Иллюстрации» 1880-х годов, под разными псевдонимами (например «Старый маляр», «Серый»), а в «Невском сборнике» Н. С. Курочкина поместил повесть «Арабески».
Отдельно вышли в 1871 году его «Повести и рассказы» (8 статей), запрещённые в 1885 году к выдаче из библиотек.
В 1882 году вышел отдельным изданием роман «Лицом к лицу», первоначально опубликованный в «Русском богатстве».
Бажин принадлежит к писателям шестидесятых годов XIX века школы Писарева и Чернышевского, проповедовавших «трезвый реализм», признававших в искусстве только его полезную сторону. Искренность убеждений его несомненна, но, обладая некрупным дарованием, он в течение своей 26-летней деятельности повторяет одни и те же типы. Любимый его герой, являющийся во многих рассказах, Степан Рулёв, — прямолинейный реалист, не знающий никаких человеческих слабостей, не входящий ни в какие компромиссы с жизнью. В 17 лет он уже обладал громадным количеством положителных знаний, в 20 лет — он уже выработал самостоятельный, строго реальный взгляд на жизнь. Это прямой сколок с Базарова и Рахметова. Он борется с «тёмной и дикой силой», грубо обходится со своим отцом и убеждён, что будущее принадлежит таким же, как он, героям. Убеждение это исчезло, однако, у автора в 1870-х годах и в последних своих повестях, также ультратенденциозных, как и первые, он проводит уже типы прямых неудачников и является крайним пессимистом. Главным героем его произведений становится неприкаянный разночинец — неудачник. Верность однажды принятому направлению и литературный язык составляют отличительные черты таланта Бажина.
Биографические данные о писателе крайне скудны. В своём письме к С. А. Венгерову он пишет: «…сведения о моей жизни ровно никому не нужны и не интересны».
Жена его, Серафима Никитична, родившаяся в 1839 году, пишет с 1867 года; она сотрудничала больше в мелких и детских журналах, более десяти лет помещала в «Петербургском листке» очерки и рассказы, в которых горячо проповедовала необходимость самостоятельного труда для женщины. Была также известна как хорошая переводчица.

## Произведения
- Из огня да в полымя (Анна Петровна Дорогина) (1867)
- История одного товарищества (1869)
- Житейская школа (1865)
- Скорбная элегия
- Степан Рулёв (1864)
- Три семьи
- Чужие между своими (1865)